# Parafia katedralna Chrystusa Króla w Katowicach
Parafia katedralna Chrystusa Króla w Katowicach – rzymskokatolicka parafia znajdująca się w Katowicach. Należy do archidiecezji katowickiej i dekanatu Katowice-Śródmieście. Kościołem parafialnym jest archikatedra Chrystusa Króla.

## Historia

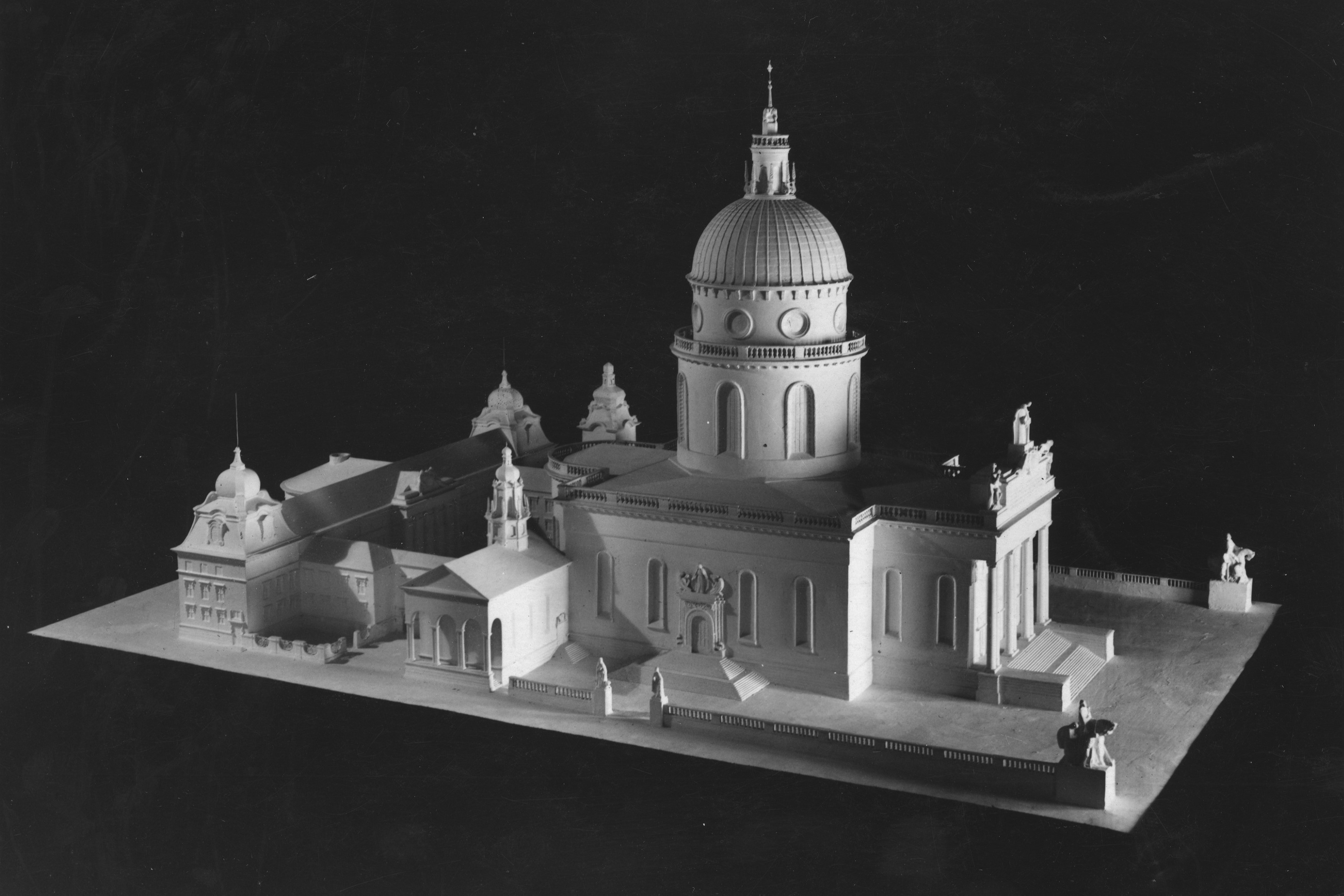
Przedwojenny model katedry Chrystusa Króla według projektu Zygmunta Gawlika; planowany wówczas kościół parafialny znajduje się na pierwszym planie, na wysokości prezbiterium

Katowice po przyłączeniu do Polski 1922 roku stały się znaczącym ośrodkiem administracyjnym. Przybywało mieszkańców, także w południowej jego części. 28 października 1925 roku powołano diecezję katowicką, a pierwszym jej biskupem został August Hlond. Decyzja ta spowodowała to, iż konieczna stała się budowa kościoła katedralnego, pałacu biskupiego oraz budynków kurii diecezjalnej. 5 czerwca 1927 roku, w uroczystość Zesłania Ducha Świętego, uroczyście rozpoczęto budowę katedry Chrystusa Króla. Do 1934 roku mury budowanej katedry osiągnęły wysokość do 8 metrów, a 6 czerwca 1938 roku poświęcono prezbiterium. 
30 maja 1938 roku kapituła katedralna podjęła decyzję o utworzeniu nowej placówki duszpasterskiej (lokalię). Erygowano ją 1 września tego samego roku, wydzielając ją obszar z parafii Niepokalanego Poczęcia Najświętszej Maryi Panny oraz parafii śś. Apostołów Piotra i Pawła. Z pierwszej z tych wspólnot do nowej lokalii przeszło ponad 2,7 tys. wiernych, a z drugiej niespełna 3 tys. Duszpasterstwo powierzono ks. kanonikowi Karolowi Skupinowi, któremu do pomocy przydzielono dwóch wikariuszy: ks. Jana Klyczkę i ks. Edwarda Twardzika. Kancelaria parafialna mieściła się wówczas w budynku kurii.
Projekt budowlany nie przewidywał, by katedra pełniła funkcję kościoła parafialnego. To zadanie miała pełnić osobna kaplica, w których miały odbywać się obrzędy ściśle związane w życiem parafii, jak pogrzeby czy śluby. Miała ona być po wschodniej stronie katedry, w miejscu późniejszego budynku mieszczącego m.in. kancelarię parafialną.
3 czerwca 1947 roku oficjalnie wznowiono podjęto prace budowalne nad katedrą, którą kierował ks. Rudolf Adamczyk. W latach 50., kiedy to z diecezji wysiedlono biskupów i uwięziono ks. Adamczyka, kierownictwo budowy przyjął narzucony przez władze komunistyczne wikariusz kapitulny ks. Jan Piskorz.
Prace budowalne z przerwami trwały do lat 50. XX wieku, kiedy to 30 października 1955 roku biskup częstochowski Zdzisław Goliński dokonał konsekracji świątyni. Prezbiterium nie mogło już pełnić już swojej tymczasowej funkcji, dlatego też kościołem parafialnym stała się krypta katedry. Na mocy dekretu bpa Stanisława Adamskiego z 20 grudnia 1957 roku lokalię podniesiono do rangi parafii Chrystusa Króla, a jej proboszczem został ks. Rudolf Adamczyk. W 1968 roku krypta stała się kościołem akademickim, a kościołem parafialnym stała arię katedra i jej kaplice.

## Proboszczowie
- ks. prał. kan. Karol Skupin (kuratus 1938–1939[8]; bądź administrator[9])
- ks. prał. Stefan Szwajnoch (kuratus 1939–1945[8]; bądź tylko w 1939[9])
- ks. prał. kan. Karol Skupin (substytut 1939)[8]
- ks. Rudolf Adamczyk (substytut 1939–1941)[8]
- ks. Franciszek Woźnica (1941)[8]
- ks. Wilhelm Lisura (1941–1945)[8]
- ks. prał. kan. Rudolf Adamczyk (substytut 1945–1946, administrator 1946–1958, proboszcz 1958–1973)[8]
- ks. Franciszek Pisulla (1952–1953; w czasie uwięzienia ks. Adamczyka)[8][9]
- ks. Józef Koterla (substytut 1953–1956; w czasie uwięzienia ks. Adamczyka)[8][9]
- ks. Jerzy Matysik (tymczasowy wikariusz ekonom 1973)[8]
- ks. prał kan. Henryk Zganiacz (1973–1998)[8]
- ks. Stanisław Puchała (1998–2013)[10][9]
- ks. Andrzej Marcak (2013–2015)[9][11]
- ks. Łukasz Gaweł (od 2015)[11]

## Kościół parafialny i inne obiekty

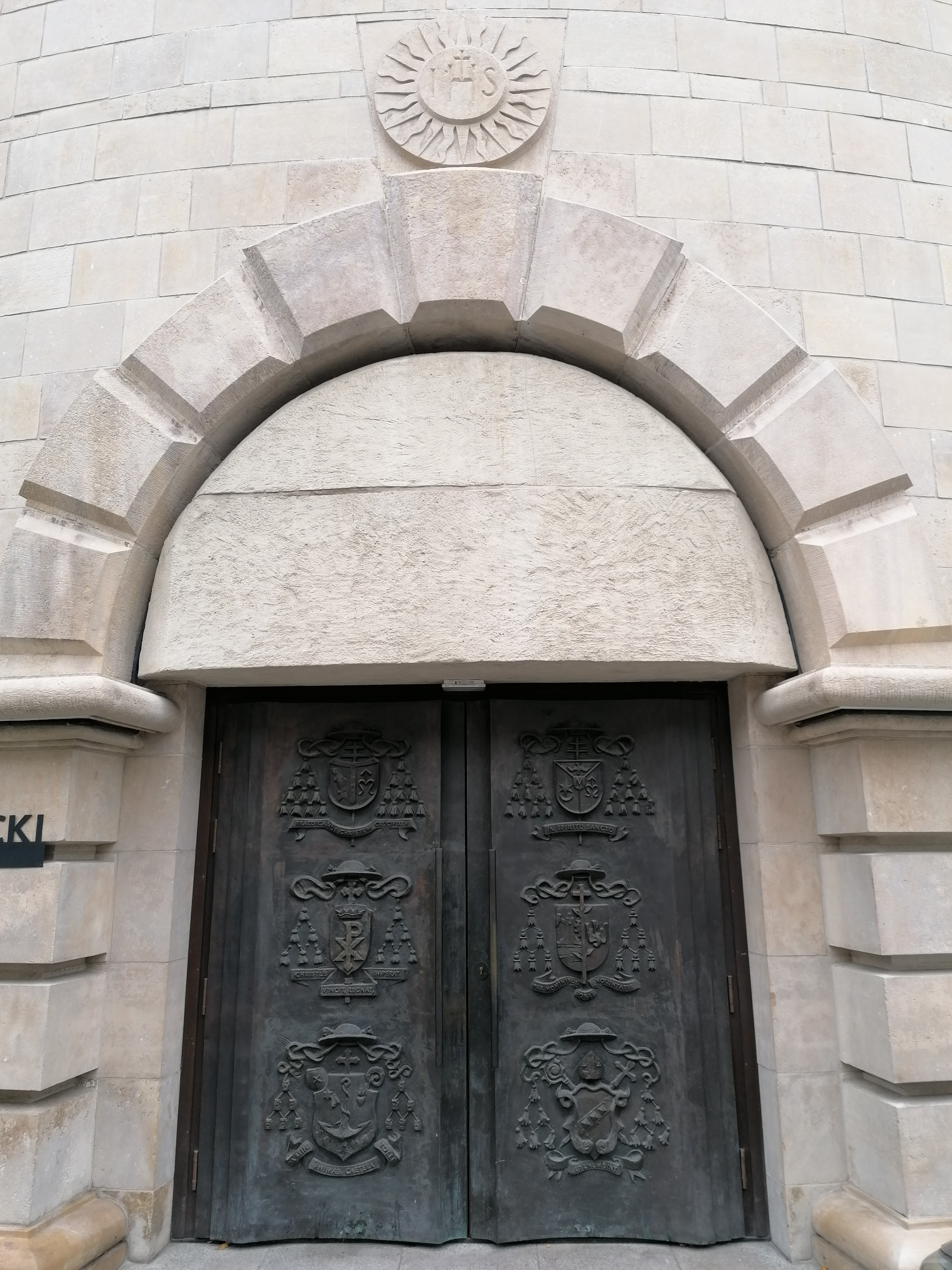
Wejście do kościoła akademickiego w krypcie archikatedry (2022)

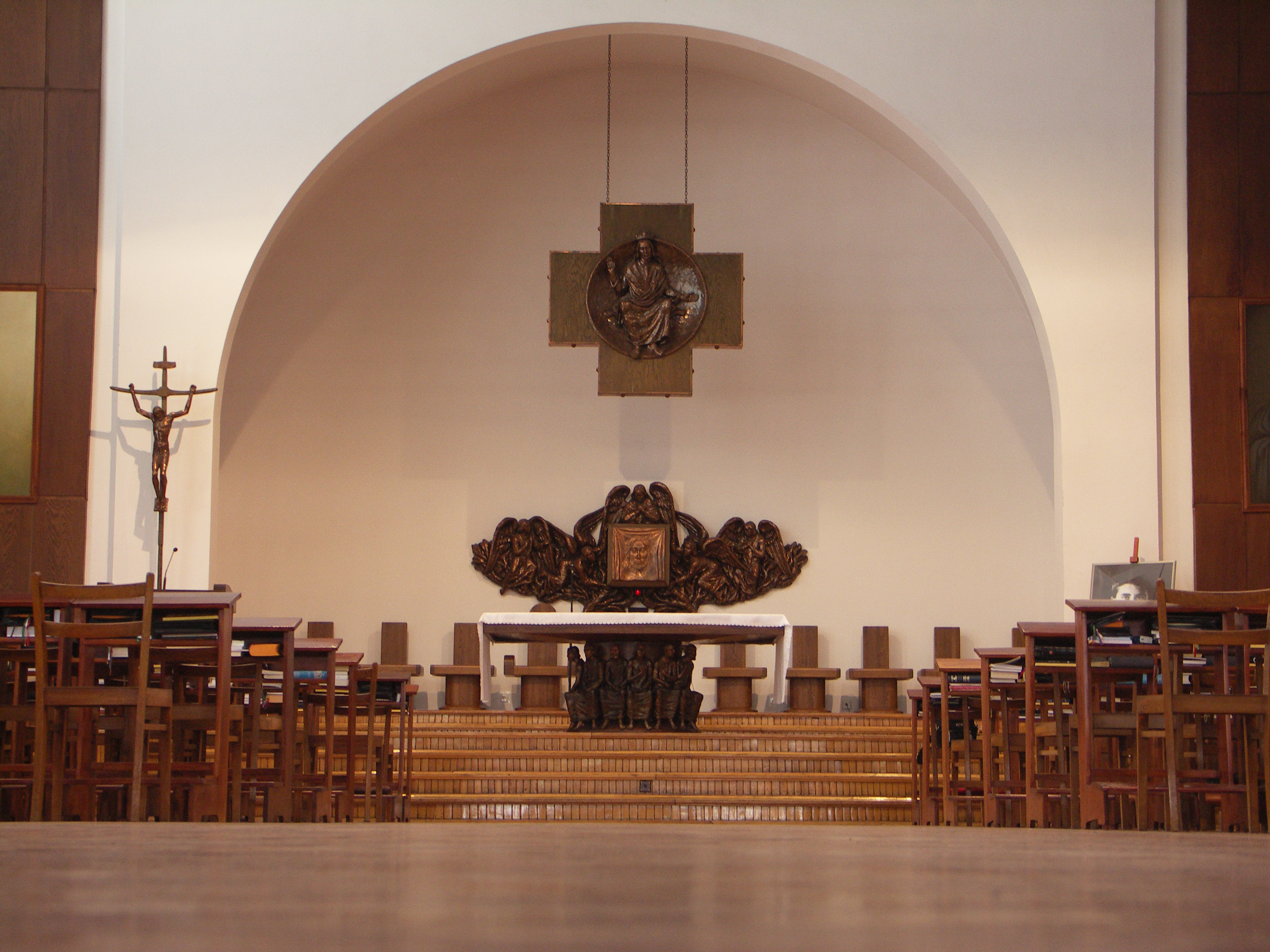
Kaplica w Wyższym Śląskim Seminarium Duchownym w Katowicach (2007)

Kościołem parafii jest archikatedra pw. Chrystusa Króla, który jest jednocześnie kościołem biskupa diecezjalnego. Została ona zaprojekowana przez Zygmunta Gawlika i Franciszka Mączyńskiego.
Poza kościołem katedralnym, na terenie parafii znajdują się następujące obiekty:
- Kościół akademicki pw. św. Maksymiliana Marii Kolbego (krypta archikatedry Chrystusa Króla)[13],
- Kaplica Matki Bożej Nieustającej Pomocy w Uniwersyteckim Centrum Klinicznym (ul. Ceglana 35)[8],
- Kaplica św. Jana Pawła II w szpitalu EuroMedic (ul. T. Kościuszki 92)[14],
- Kaplica w domu arcybiskupa katowickiego[8],
- Kaplica w domu arcybiskupa seniora (ul. Francuska 47)[14],
- Kaplica Najświętszego Serca Pana Jezusa w gmachu Kurii Metropolitalnej[8],
- Kaplice św. Stanisława Kostki i Podwyższenia Krzyża Świętego w Wyższym Śląskim Seminarium Duchownym w Katowicach[14],
- Kaplica św. Jana Sarkanda w Drukarni Archidiecezjalnej[8],
- Kaplica św. Józefa w Domu Księzy Emerytów[8],
- Kaplica Stygmatów św. Franciszka i kaplica św. Elżbiety Węgierskiej w domach zakonnych sióstr elżbietanek[8][14],
- Kaplica św. Brata Alberta w centrali Caritas Archidiecezji Katowickiej[8],
- Kaplica św. Teresy od Dzieciątka Jezus w budynku Wydziału Teologicznego Uniwersytetu Śląskiego w Katowicach[8].

Na terenie parafii Chrystusa Króla znajduje się także cmentarz parafii śś. Apostołów Piotra i Pawła.

## Działalność duszpasterska
Parafia katedralna Chrystusa Króla swoją siedzibę ma przy ulicy Plebiscytowej 49a w Katowicach, na terenie dzielnicy Śródmieście. Jest ona jedną ze wspólnot w dekanacie Katowice-Śródmieście archidiecezji katowickiej. W 2005 roku parafia liczyła około 9 250 wiernych, a w 2014 roku około 7 590.
Odpust parafialny odbywa się w uroczystość Jezusa Chrystusa, Króla Wszechświata, natomiast w kościele akademickim jest on w niedzielę po 17 października.
Zarówno w dni robocze, jak i w niedziele odprawianych jest dziennie pięć mszy świętych. Celebrowane są tutaj także różnego typu nabożeństwa. 
Przy parafii katedralnej Chrystusa Króla funkcjonują następujące grupy parafialne: Grupa Młodych, Katedralny Klub Seniora, Bractwo Żywego Różańca, Krąg Biblijny, zespół liturgiczny, Oaza Młodzieżowa, schola dziecięca, ministranci, Dzieci Maryi, Akcja Katolicka, Stowarzyszenie Rodzin Katolickich, zespół charytatywny czy chór katedralny.
Na terenie parafii swoje domy zakonne mają: siostry boromeuszki (ul. Francuska 47; ul. H. Jordana 39), siostry elżbietanki (cieszyńskie przy ul. ks. J. Czempiela 1 i katowickie przy ul. W. Stwosza 17) oraz służebniczki NMP (ul. W. Stwosza 11).

## Zasięg parafii
Do parafii Chrystusa Króla przynależą wierni z następujących ulic i placów w Katowicach: Astrów, Bazaltowa, Bratków, Ceglana, ks. J. Czempiela, H. Dąbrowskiego (nr. 1-9), Fiołków, Francuska (od nr. 31), Jagiellońska (od nr. 27), H. Jordana (od nr. 14), J. Kochanowskiego, Konckiego, Królowej Jadwigi, Krzemienna, J. Ligonia, J. Lompy (od nr. 7), Lotnisko, pl. K. Miarki, Muchowiec, Narcyzów, Plebiscytowa, Podchorążych, Porfirowa, Powstańców, W. Reymonta (od nr. 14), Różana, Rybnicka, H. Sienkiewicza (od nr. 12), M. Szeligiewicza i W. Stwosza.